# 무안 우산사
우산사는 대한민국 전라남도 무안군 몽탄면에 있다. 2009년 4월 16일 무안군의 향토문화유산 제2호로 지정되었다.

## 개요
1683년(숙종 9) 나주김씨문중에서 원래 취암사(鷲岩祠)로 창건하였다. 창건 당시 취암 김적(1507-1579)을 배향해오다가 1828년에 귀암(龜岩) 김충수(金忠秀)(1538-?), 지암(支岩) 김약화(金躍華)를 추가로 모시게 되었다. 1828년(순조 28)에 귀암 김충수(1538~?), 지암 김익화를 추배하였다. 서원철폐령(1868)으로 훼철된 후 1882년(고종 19)에 설단하였으며, 1945년에 사우를 중건하면서 월당 김대경(金臺卿)을 주향으로 하였고 그 후 김원, 김덕수, 김예수, 김지수 등이 추배되었다. 취암 김적은 을사사화 당시 낙향하여 학문에 정진하다 명종초 김제군수를 역임하였으며, 명종10년 왜병을 물리쳐 광주목사에 제수되었으나 나가지 않고, 예조판서에 추증되었다.